# Jorge León
Jorge León Arguedas (1922) es un botánico costarricense. Posee diecinueve nuevas especies, a partir de identificaciones y clasificaciones de especímenes vegetales, las que publicó en: Ceiba, Rev. Biol. Trop., Gen. Inga, Bot., Ann. Missouri Bot. Gard., Bol. Tecn. Inst. Interam. Cienc. Agric. 

## Algunas publicaciones

### Libros
- 1952. Nueva geografía de Costa Rica. 10.ª ed. Librería la Española. 170 p.
- 1964. Plantas alimenticias andinas. N.º 6 de Boletín técnico. Ed. IICA Zona Andina. 112 p.
- John Heslop-Harrison, Jorge León. 1967. Nuevos conceptos sobre la taxonomía de plantas superiores. N.º 47 de Miscellaneous publications series. Ed. IICA. 134 p.
- 1968. Fundamentos botánicos de los cultivos tropicales. N.º 18 de Textos y materiales de enseñanza. Ed. IICA, OEA. 487 p.
- ------------, Heiner Goldbach, Jan Engels. 1979. Los recursos genéticos de las plantas cultivadas de América Central. Ed. Programa de Recursos Genéticos CATIE/GTZ. 32 p.
- Jorge León, Luis J. Poveda Álvarez, Pablo Enrique Sánchez Vindas. 1999. Los nombres comunes de las plantas en Costa Rica. Editorial Fundación UNA. 870 p. ISBN 9968140635
- 2000. Botánica de los cultivos tropicales. N.º 84 de Colección de libros y materiales educativos. Ed. Agroamerica. 522 p. ISBN 9290393955 En línea versión de 1987. En línea versión de 2000

## Honores
- 2006: Inter-American Agricultural Medal
- La abreviatura «J.León» se emplea para indicar a Jorge León como autoridad en la descripción y clasificación científica de los vegetales.[1]